# 藤峠
藤峠（ふじとうげ）は、福島県河沼郡柳津町の藤集落西側にある峠。一般国道49号が経由している。

## 概要
現在の国道は、只見川西岸の藤集落からいくつかの橋脚やトンネル (藤トンネル)を含んだ近代的な道路で、同西会津町の野沢方面との間を結んでいる。この、現在利用されている国道は昭和時代に行われた改修工事によるもので、それ以前はトンネルを含まない経路で藤峠に達していた。
古くからの主要な交通路である越後街道は、藤峠ではなく、藤峠の北に位置する束松峠を経由していた。しかし、明治15年から進められた会津三方道路計画によって整備された道路は、束松峠を経由せず、現在のように藤峠などを経由する経路に改められた。以後、その後進にあたる道路は当峠を経由しており、現在の主要な交通路、国道49号も藤峠を経由している。しかし、束松峠付近はトンネルで通過している磐越自動車道を除いて、県道（束松峠付近を経由する福島県道341号別舟渡線がある）に指定されているものの、近代的な車道は開通していない。

## 沿革
- 1882年（明治15年）8月17日 - 旧来の束松峠ではなく藤峠を経由する会津三方道路が起工[1]
- 1884年（明治22年）10月27日 - 会津三方道路の開道[1]
- 1953年（昭和28年） - 二級国道115号新潟平線の経路に指定
- 1963年（昭和33年） - 一級国道49号の経路に指定
- 1970年（昭和45年） - 藤トンネルなどを含む国道49号の一次改良が完成
- 1996年（平成8年）10月17日 - 束松峠付近を束松トンネルで通過する磐越自動車道が開通

## 国道49号
前述のように、現在利用されている道路は昭和40年代に行われた国道49号の一次改築によって改良された道路である。登坂車線なども備えているほか、周辺の国道では落石防止などのために連続雨量が一定の値に達すると規制を行う。
峠の東西では急勾配であり、走行速度の低下や冬季のスタックが生じることから、西側では別線バイパスである会津防災が、東側では登坂車線整備事業が事業中である。

### 主な構造物

#### 柳津橋
- 竣工 : 1969年（昭和44年）
- 延長 : 100.1 m
  - 主径間 : 24.4 m
- 幅員 : 8.5 m
- 構造 : 4径間鋼単純活荷重合成鈑桁橋[5]

#### 藤トンネル

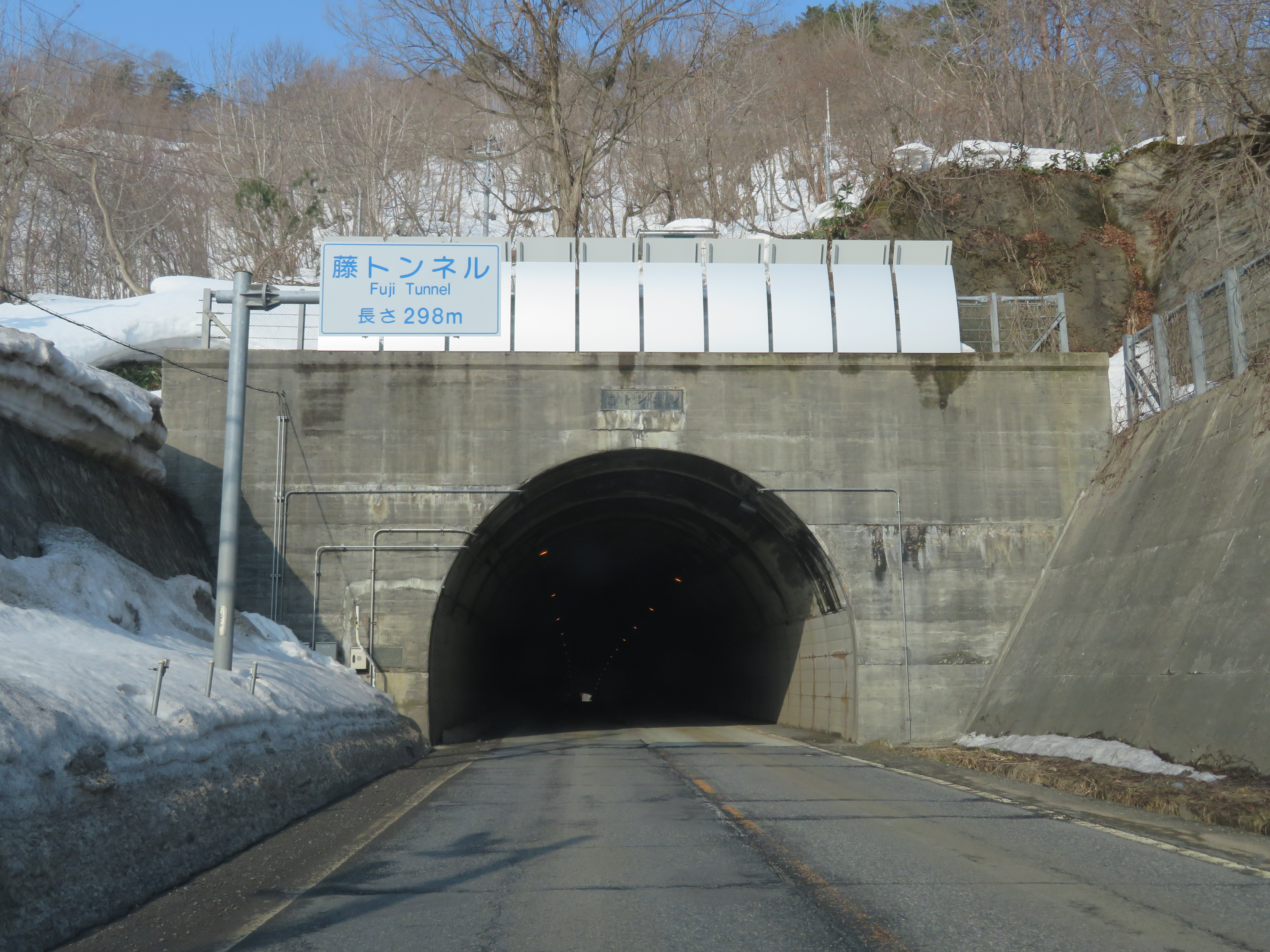
藤トンネル（会津若松方面側）

- 竣工 : 1969年（昭和44年）12月
- 全長 : 298 m
- 幅員 : 6.5 m
- 車線 : 2車線

#### 新藤橋
- 竣工 : 1969年（昭和44年）12月
- 延長 : 105 m
  - 主径間 : 68.7 m
- 幅員 : 8.5 m
- 構造 : 3径間鋼方杖ラーメン鈑桁橋[6]

#### 別茶屋橋
- 竣工 : 1970年（昭和45年）
- 延長 : 55 m
- 幅員 : 8.5 m
- 構造 : 桁橋